# ヘンモ・シルベノイネン
ヘンモ・シルベノイネン（Hemmo Valio Silvennoinen、1932年11月6日 - 2002年12月4日）は、フィンランド、北カルヤラ県ケサラハティ出身のスキージャンプ選手。

## プロフィール
1954-1955シーズンのスキージャンプ週間で初戦オーベルストドルフ2位、ガルミッシュ＝パルテンキルヒェン3位、インスブルック、ビショフスホーフェンとも2位と安定した成績を残し、総合優勝を達成した。
1955年に西ドイツ・オーベルストドルフのHeini-Klopferシャンツェで行われたスキーフライング週間で優勝。
1955-1956シーズンのジャンプ週間では初戦にアルコール所持で出場停止となり、2戦目のガルミッシュ=パルテンキルヒェンで優勝したものの総合では2位に終わった。
1956年のコルティナダンペッツォオリンピックに出場、10位となった。
1961-1962シーズンのジャンプ週間で総合3位となり、1962年ノルディックスキー世界選手権では65m級で4位に入賞した。